# 精雕微琢
精雕微琢（日语：ファイングレイン），是日本純種競賽馬匹。生涯活躍於短途賽事，曾勝出2008年高松宮紀念。

## 出賽前
2003年3月7日出生於北海道千歲市社台牧場，由一口馬主俱樂部Shadai Race Horse Co. Ltd.進行馬主募集。
其後交由栗東訓練中心練馬師長濱博之訓練。

## 競賽生涯

### 2歲
2005年9月19日出戰札幌競馬場的2歲新馬戰，由四位洋文策騎並輕鬆獲得勝利。
其後出戰條件戰五葉木通賞，再次以輕鬆的姿態獲勝。

### 3歲
進入2006年，陣營嘗試安排其增程，出戰1800米的賽事，但於如月賞及春季錦標均未能獲得勝利。
4月8日陣營安排其重返一哩賽事，並出戰二級賽新西蘭盃。比賽開始後，其率先衝出領放並做出快步速的節奏，自身以第一通過最後彎道。進入直路後，雖然其勢頭減弱，但仍然保持領先優秀。可惜直路餘下一半的時候，其被Mainer Scherti超越，最終以3/4馬位落敗。
5月7日出戰NHK一哩賽，由於本次比賽包含朝日盃未來錦標冠軍李察靈駒等強敵，其只獲得第九人氣。比賽開始後，其由於處於第二的有利檔位，因而選擇先行戰術，於第四的位置推進。進入直路後，其率先於內欄位置衝出奪取領先位置，並和後方進擊的李察靈駒形成爭奪的局面。直路途中，外檔的拳壇奇蹟及Logic亦開始加速，其雖然成功阻止拳壇奇蹟的進擊，但Logic未被成功阻擋，因而兩駒於終點線前仍處於交鋒狀態。最終，Logic於終點線前反超精雕微琢，其以頸位落敗，與一級賽冠軍失之交臂。
完成賽事後，其返回栗東訓練中心，但於翌日被發現右前腳籽骨有骨折症狀。由於此病徵極大機會會組成馬匹失去比賽能力的後果，因而陣營經過慎重考慮後決定立即安排其休養接受資料，以防止其提早退役，因而其開始進入長達1年的休養期。

### 4歲
2007年5月7日經過長期治療後，其復出出戰公開賽都大路錦標，但以第六落敗。
其後再次增程出戰三級賽葉森盃獲得第四後，重返一哩賽事出戰米子錦標，但亦未能獲勝。
由於其治療完成復出後身體狀態良好而且訓練時並無大礙，因而陣營認爲連敗的原因出自精神狀態的因素，決定安排其放草以改善精神健康。
放草後出戰秋季首戰蛋白石錦標獲得第十一，其後出戰黃金盃及最終錦標分別獲得第四及第九，戰績並未上升。
秋季賽事三連敗後，練馬師長濱博之開始考慮是否距離適性的因素導致其大敗，最終得出其衝刺力強大適合出戰短途賽事的結論，遂安排其之後以短途戰線爲目標。

### 5歲
2008年首戰爲淀短距離錦標，繼續由之前夥拍過的幸英明策騎。比賽開始後，其因爲漏閘以處於後方位置推進，並於內欄靠後位置通過最後彎道。進入直路後，其於最內欄位置突然衝出，並成功以1/2馬位壓過Cool Sharon獲得暌違多時的冠軍。
2月10日出戰絲路錦標，於本場包含上年度短途馬錦標冠軍真弓快車等對手下，仍然成功獲得第三人氣。比賽開始後，雖然其寓於第1檔最內檔，但再次因爲漏閘而於後方推進，而前方的真弓快車則選擇快放戰術製造出快步速。通過最後彎道時，前方領放的真弓快車開始減弱，並且有失速的徵兆，而精雕微琢則於第十二的位置待機，準備看準時機發力。進入直路後，其開始發揮自身強大的衝刺力量，以快速的末腳超越處於先頭的馬匹，此時同爲後上馬的風神及駿小子亦乘機加速追擊。最終於其保持速度下，成功抵擋後方的壓力，以1 1/4馬位優勢贏得首個分級賽冠軍。
藉着於短途賽事二連勝的勢頭，陣營安排其出戰春季短途王者決定戰高松宮紀念。比賽開始後，其再次因爲漏閘而需要於中團靠後的位置推進，前方由桂冠戰士領放，其他強敵諸如拳壇奇蹟及超級黃蜂則分別處於先頭及中團靠前的位置，而鈴鹿鳳凰因爲開閘後有些微跌撞而於最後方位置。進入直路後，於過彎時上前進佔有利位置的李察靈駒並率先衝出，拳壇奇蹟跟隨於後方。最後200米時，李察靈駒開始減弱，拳壇奇蹟乘機進佔領先位置，但此時精雕微琢於外檔以凌厲的速度衝刺，爆發末腳下於終點先前超越對手，成功以頸位率先衝線，獲得首個一級賽冠軍。是次比賽，其成功以1分7.1秒的時間將高松宮紀念升格爲一級賽後的紀錄打破。陣營方面，騎師幸英明成功奪得自2003年策騎愛如往昔獲得雌馬三冠後的首個一級賽冠軍，而長濱練馬師則獲得自2001年愛麗速子勝出皋月賞後的首個一級賽頭銜。
但於其後的賽事戰績不佳，先於人馬錦標、短途馬錦標及天鵝錦標分別獲得第九、第十及第五，其後出戰一哩冠軍賽回勇，獲得第三。

### 6歲
2009年出戰四場比賽全敗，更無一場比賽跑入頭十，顯示其狀態明顯因年齡下降。

### 7歲
2010年首戰爲高松宮紀念，雖然狀態仍然處於不佳狀態，但勉強以第五名的成績入板。
其後出戰短途馬錦標大敗，後出戰天鵝錦標、一哩冠軍賽及兵庫金盃亦未能獲勝。

### 8歲
2011年1月19日出戰絲路錦標獲得第十二後，陣營考慮其年齡及表現，決定安排其退役。

### 詳細賽績
| 日期       | 舉辦國家 | 馬場 | 距離   | 級別   | 賽事名稱     | 負重 | 騎師     | 馬號 | 出馬 | 名次 | 時間   | 頭馬（二馬）     |
| ---------- | -------- | ---- | ------ | ------ | ------------ | ---- | -------- | ---- | ---- | ---- | ------ | ---------------- |
| 19/9/2005  | 日本     | 札幌 | 草1200 |        | 2歲新馬      | 54   | 四位洋文 | 9    | 16   | 1    | 1:11.6 | （Candy Store）  |
| 27/11/2005 | 日本     | 京都 | 草1600 |        | 五葉木通賞   | 55   | 中館英二 | 1    | 12   | 1    | 1:36.3 | （Amano Trendy） |
| 12/2/2006  | 日本     | 京都 | 草1800 | GIII   | 如月賞       | 56   | 四位洋文 | 12   | 12   | 8    | 1:48.1 | 網亨通           |
| 19/3/2006  | 日本     | 中山 | 草1800 | GII    | 春季錦標     | 56   | 四位洋文 | 1    | 16   | 9    | 1:50.1 | 名將森遜         |
| 8/4/2006   | 日本     | 中山 | 草1600 | GII    | 新西蘭盃     | 56   | 横山典弘 | 9    | 12   | 2    | 1:33.6 | Meiner Scherzi   |
| 7/5/2006   | 日本     | 東京 | 草1600 | GI     | NHK一哩賽    | 56   | 横山典弘 | 2    | 18   | 2    | 1:33.2 | Logic            |
| 6/5/2007   | 日本     | 京都 | 草1600 | OP     | 都大路錦標   | 56   | 上村洋行 | 15   | 15   | 6    | 1:37.1 | 超級黃蜂         |
| 10/6/2007  | 日本     | 東京 | 草1800 | GIII   | 葉森盃       | 56   | 柴田善臣 | 9    | 18   | 4    | 1:48.4 | 榮進代表         |
| 1/7/2007   | 日本     | 阪神 | 草1600 | OP     | 米子錦標     | 56   | 上村洋行 | 5    | 15   | 5    | 1:33.0 | Tosho Courage    |
| 20/10/2007 | 日本     | 京都 | 草2000 | OP     | 蛋白石錦標   | 56   | 四位洋文 | 11   | 14   | 11   | 2:00.7 | Hokko Soresore   |
| 11/11/2007 | 日本     | 東京 | 草1400 | OP     | 黃金盃       | 56   | 蛯名正義 | 15   | 17   | 4    | 1:22.0 | Blumenblatt      |
| 23/12/2007 | 日本     | 阪神 | 草1600 | OP     | 最終錦標     | 56   | 幸英明   | 14   | 18   | 9    | 1:35.2 | Ambroise         |
| 19/1/2008  | 日本     | 京都 | 草1200 | OP     | 淀短距離錦標 | 55   | 幸英明   | 2    | 15   | 1    | 1:09.1 | （Cool Sharon）  |
| 10/2/2008  | 日本     | 京都 | 草1200 | GIII   | 絲路錦標     | 56   | 幸英明   | 1    | 16   | 1    | 1:09.1 | （風神）         |
| 30/3/2008  | 日本     | 中京 | 草1200 | GI     | 高松宮記念   | 57   | 幸英明   | 4    | 18   | 1    | 1:07.1 | （拳壇奇蹟）     |
| 14/9/2008  | 日本     | 阪神 | 草1200 | GII    | 人馬錦標     | 59   | 幸英明   | 11   | 16   | 9    | 1:08.0 | 櫻花盛開         |
| 5/10/2008  | 日本     | 中山 | 草1200 | GI     | 短途馬錦標   | 57   | 幸英明   | 2    | 16   | 10   | 1:08.5 | 不眠之夜         |
| 1/11/2008  | 日本     | 京都 | 草1400 | GII    | 天鵝錦標     | 59   | 幸英明   | 9    | 16   | 5    | 1:20.3 | Meiner Rainier   |
| 23/11/2008 | 日本     | 京都 | 草1600 | GI     | 一哩冠軍賽   | 57   | 幸英明   | 2    | 18   | 3    | 1:32.8 | Blumenblatt      |
| 1/3/2009   | 日本     | 阪神 | 草1400 | GIII   | 阪急盃       | 59   | 幸英明   | 1    | 16   | 11   | 1:22.9 | 加登快駒         |
| 29/3/2009  | 日本     | 中京 | 草1200 | GI     | 高松宮記念   | 57   | 幸英明   | 10   | 18   | 17   | 1:09.4 | 桂冠戰士         |
| 31/10/2009 | 日本     | 京都 | 草1400 | GII    | 天鵝錦標     | 58   | 幸英明   | 3    | 18   | 16   | 1:21.1 | 拳壇奇蹟         |
| 22/11/2009 | 日本     | 京都 | 草1600 | GI     | 一哩冠軍賽   | 57   | 幸英明   | 6    | 18   | 15   | 1:34.1 | 結伴行           |
| 6/3/2010   | 日本     | 中山 | 草1200 | GIII   | 海洋錦標     | 58   | 勝浦正樹 | 5    | 16   | 5    | 1:09.9 | 拳壇奇蹟         |
| 28/3/2010  | 日本     | 中京 | 草1200 | GI     | 高松宮記念   | 57   | 勝浦正樹 | 9    | 18   | 8    | 1:08.9 | 拳壇奇蹟         |
| 3/10/2010  | 日本     | 中山 | 草1200 | GI     | 短途馬錦標   | 57   | 勝浦正樹 | 10   | 16   | 16   | 1:08.8 | 極奇妙           |
| 30/10/2010 | 日本     | 京都 | 草1400 | GII    | 天鵝錦標     | 58   | 勝浦正樹 | 9    | 14   | 7    | 1:21.5 | Maruka Phoenix   |
| 21/11/2010 | 日本     | 京都 | 草1600 | GI     | 一哩冠軍賽   | 57   | 濱中俊   | 1    | 18   | 11   | 1:32.4 | 榮進快蹄         |
| 28/12/2010 | 日本     | 園田 | 泥1400 | JpnIII | 兵庫金盃     | 57   | 幸英明   | 7    | 12   | 8    | 1:28.8 | Tosen Bright     |
| 29/1/2011  | 日本     | 京都 | 草1200 | GIII   | 絲路錦標     | 57   | 幸英明   | 12   | 16   | 11   | 1:09.0 | 咖啡寶           |

## 退役後
退役後，精雕微琢成爲了配種馬，被輸出至法國Roney牧場休養，在2011年進行配種。首批子嗣於2012年出生。首批子嗣可於2014年出賽。
2017年其被轉移至愛爾蘭Longford House Stud，繼續進行配種工作。

## 血統簡介
父系富士奇蹟爲日本賽駒，生涯出戰四場賽事全勝，包含一級賽朝日盃三歲錦標，曾被看好可以達成無敗三冠的偉業，但於彌生賞後因傷退役，因而被稱爲「幻之三冠馬」。祖父週日寧靜爲美國三冠賽雙軍馬，退役後在日本配種，其子嗣贏得巨額獎金，連續12年成為日本冠軍種馬。
母系Mill Grain爲英國生產的日本賽駒，雖然戰績不佳，但出自英國優秀牝系Mill Line，並且擁有歐洲頂級賽駒之一水車礁石的血統。外祖父Polish Precedent爲美國生產的法國賽駒，生涯僅得兩敗，曾勝出一級賽傑克莫華大賽及隆尚磨坊大賽。

### 血統表
| 父線：週日寧靜系（Halo系）         |                                 |                |                 |
| 種馬 富士奇蹟 1992年（棕色）       | 週日寧靜 1996年（棕色）         | Halo           | Hail to Reason  |
| 種馬 富士奇蹟 1992年（棕色）       | 週日寧靜 1996年（棕色）         | Halo           | Cosmah          |
| 種馬 富士奇蹟 1992年（棕色）       | 週日寧靜 1996年（棕色）         | Wishing Well   | Understanding   |
| 種馬 富士奇蹟 1992年（棕色）       | 週日寧靜 1996年（棕色）         | Wishing Well   | Mountain Flower |
| 種馬 富士奇蹟 1992年（棕色）       | Millracer 1983年（棗色）        | Le Fabuleux    | Wild Risk       |
| 種馬 富士奇蹟 1992年（棕色）       | Millracer 1983年（棗色）        | Le Fabuleux    | Anguar          |
| 種馬 富士奇蹟 1992年（棕色）       | Millracer 1983年（棗色）        | Marston's Mill | In Reality      |
| 種馬 富士奇蹟 1992年（棕色）       | Millracer 1983年（棗色）        | Marston's Mill | Millicent       |
| 繁殖雌馬 Mill Grain 1997年（棗色） | Polish Precedent 1986年（棗色） | 單色           | 北地舞人        |
| 繁殖雌馬 Mill Grain 1997年（棗色） | Polish Precedent 1986年（棗色） | 單色           | Pas de Nom      |
| 繁殖雌馬 Mill Grain 1997年（棗色） | Polish Precedent 1986年（棗色） | Past Example   | Buckpasser      |
| 繁殖雌馬 Mill Grain 1997年（棗色） | Polish Precedent 1986年（棗色） | Past Example   | Bold Example    |
| 繁殖雌馬 Mill Grain 1997年（棗色） | Mill Line 1985年（棗色）        | 水車礁石       | Never Bend      |
| 繁殖雌馬 Mill Grain 1997年（棗色） | Mill Line 1985年（棗色）        | 水車礁石       | Milan Mill      |
| 繁殖雌馬 Mill Grain 1997年（棗色） | Mill Line 1985年（棗色）        | Quay Line      | High Line       |
| 繁殖雌馬 Mill Grain 1997年（棗色） | Mill Line 1985年（棗色）        | Quay Line      | Dark Finale     |
| 雌系：號族：14-a                   |                                 |                |                 |
| 五代內近親交配：Milan Mill 5×4     |                                 |                |                 |

## 命名由來
名字中，Fine（ファイン）於英語中有細緻的意思，Grain（グレイン）的意思則是打磨，繼承至母系Mill Grain的名字，兩者結合意思就是「細緻地打磨」，香港取其意思，翻譯為「精雕微琢」。

## 外部連結
- 精雕微琢 netkeiba.com （页面存档备份，存于）
- 血統表 （页面存档备份，存于）